# Schloss Obermayerhofen

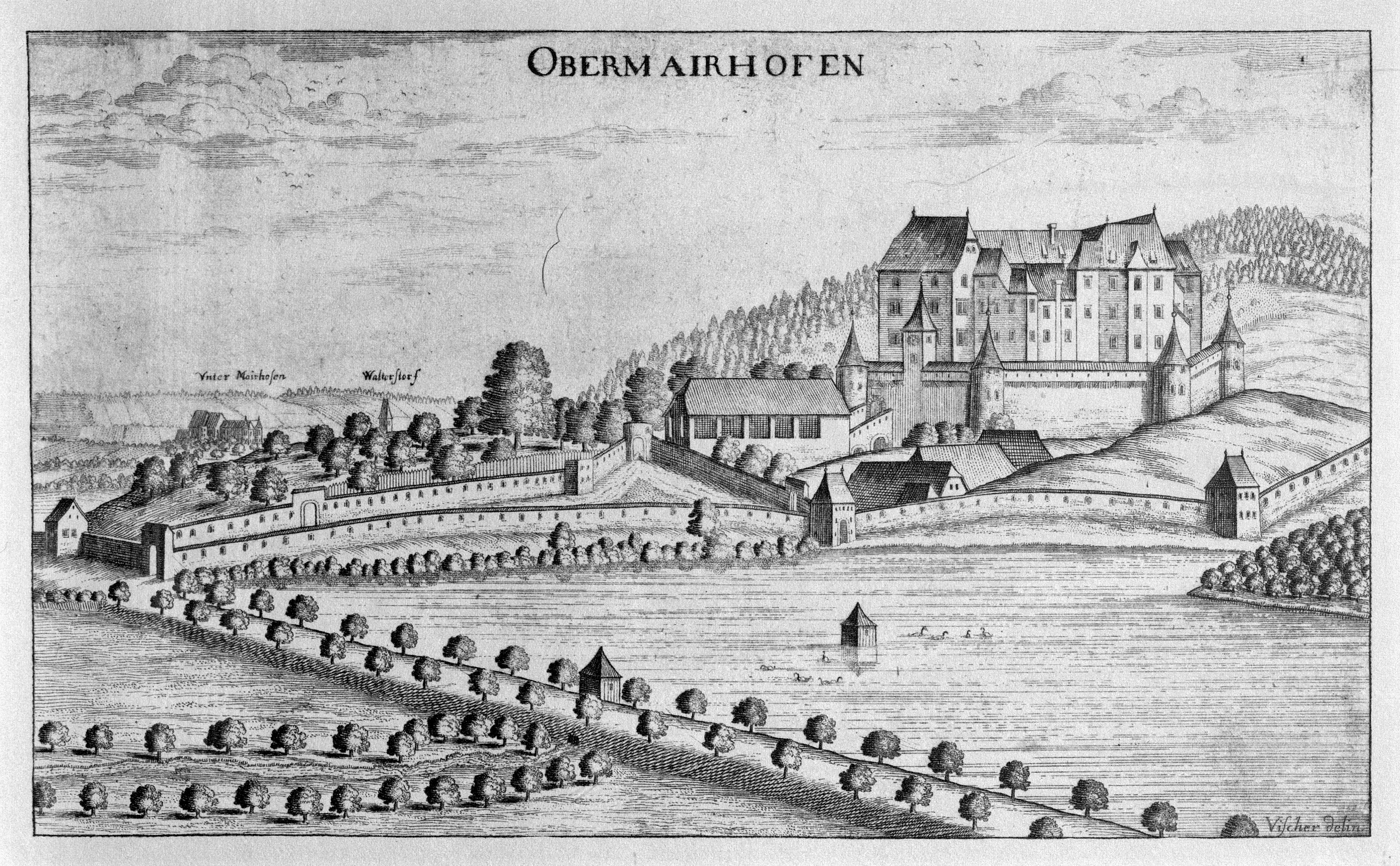
Schloss Obermayerhofen, Stich von Georg Matthäus Vischer, vor 1682

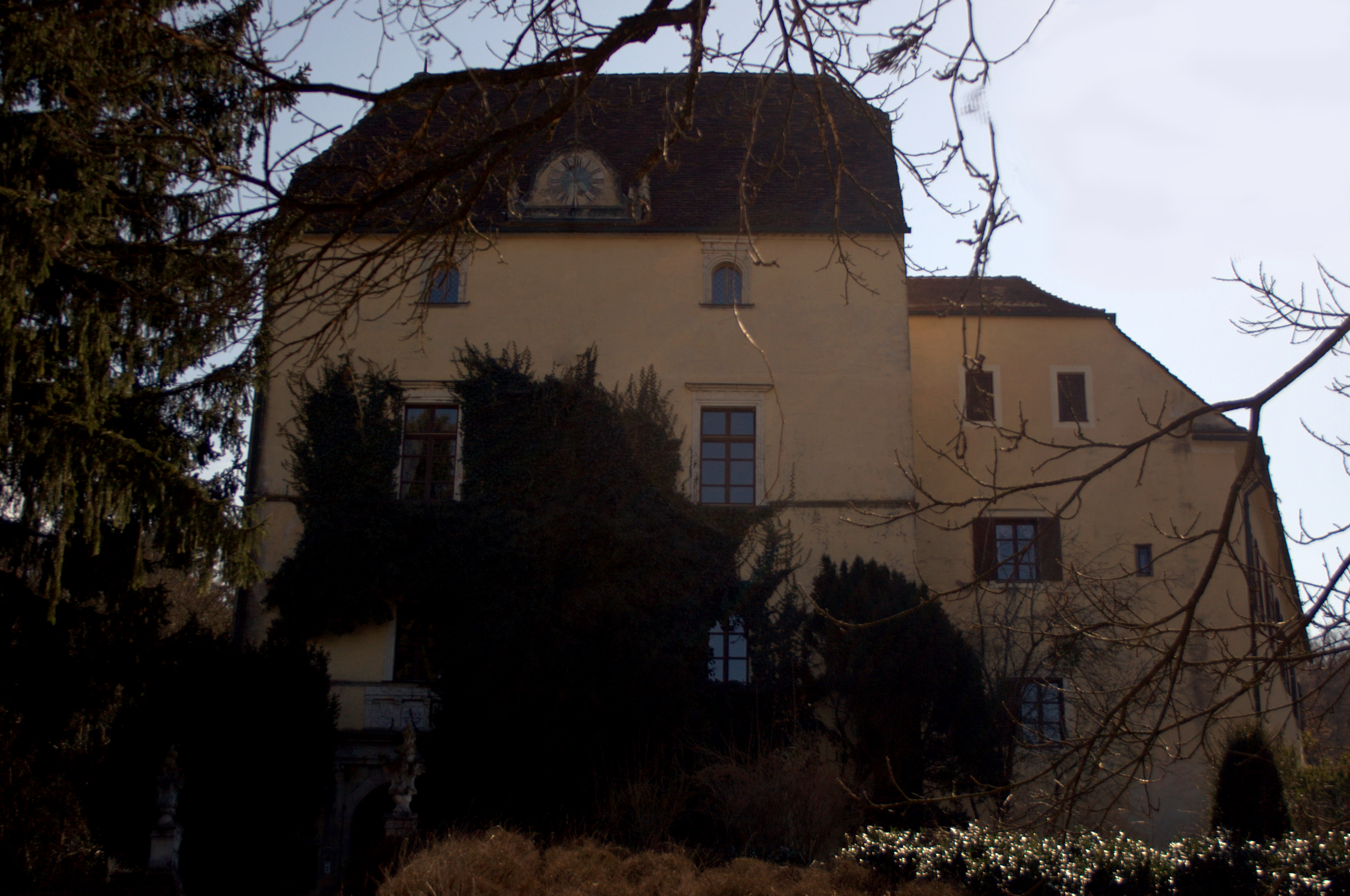
Schloss Obermayerhofen, Außenansicht 2011

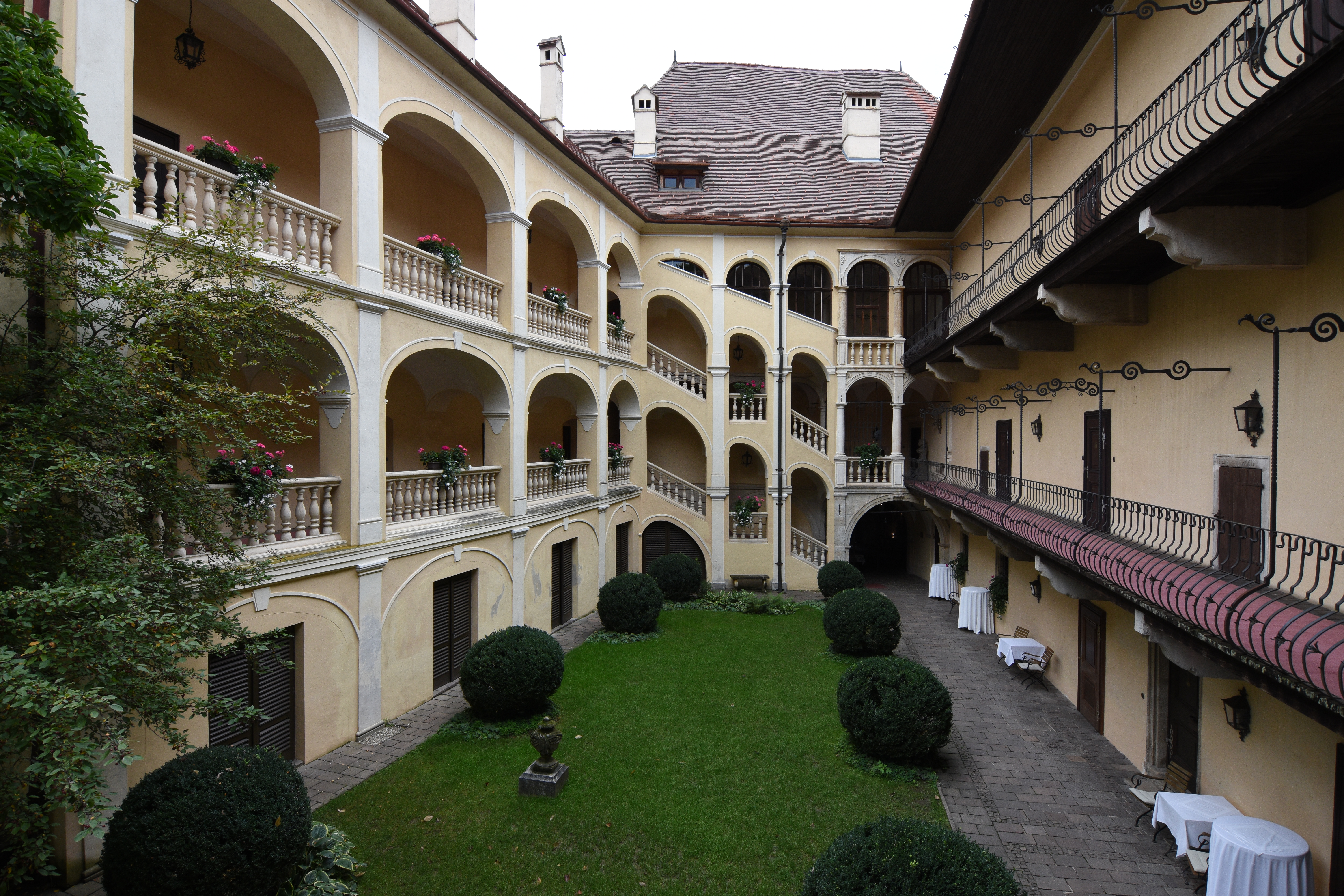
Schloss Obermayerhofen, Innenansicht 2017

Schloss Obermayerhofen liegt im Südosten Österreichs im steirischen Thermenland in der Ortschaft Sebersdorf auf dem Gemeindegebiet von Bad Waltersdorf. Das innerhalb eines 170.000 m² großen Parks gelegene Schloss wird von den Grafen Kottulinsky als Schlosshotel betrieben.

## Geschichte
Schloss Obermayerhofen ging aus einem ehemaligen Meierhof hervor, der sich zu einem Rittersitz entwickelte und wohl befestigt war. Die erste urkundliche Erwähnung erfolgte 1315. Als Besitzer wurde Heinrich Mayerhofer, Bischof von Gurk und Dompropst von St. Stefan in Wien genannt.
1377 kauften die von Teuffenbach und erweiterten im Zuge ihres über 200-jährigen Besitzes die umliegende Grundherrschaft durch stetige Zukäufe. Bereits Anfang des 16. Jahrhunderts wurden die Besitzungen im Zuge der Türkeneinfälle verwüstet. Erst 1574 konnte das Schloss neu errichtet werden, nachdem Servaz von Teuffenbach den Besitz wieder auf sich vereint hatte. Sowohl er als auch seine Frau Katharina von Herberstein starben kinderlos, sodass der Besitz bis 1777 mehrmals wechselte.
Josef Graf Kottulinsky erwarb schließlich Schloss und die zugehörige Herrschaft. 1924 ging es an die Baronin von Taulow.
Im Herbst 2001 fanden hier Dreharbeiten zum Fernsehfilm Tatort: Tödliche Tagung statt.

## Schlosshotel Obermayerhofen
1977 wurde es durch Graf Harald Kottulinsky wieder erworben, der das Schloss zu einem Hotel umbaute. Das Hotel profiliert sich im Besonderen als Hochzeitsort, mit der barocken Schlosskapelle.